# هتل شراتون تل‌آویو
هتل شراتون تل‌آویو (به انگلیسی: Sheraton Tel Aviv Hotel) یک هتل با ظرفیت و خدمات سطح بالا است که در شهر تل‌آویو در اسرائیل قرار دارد.

## تاریخچه و ساختمان
این هتل در مارس ۱۹۷۷ افتتاح شد و ساختمان کنونی آن دارای ۲۲ طبقه است که در مجموع ۳۱۸ اتاق را شامل می‌شود. اتاق‌های هتل دارای نمای طبیعی و شهری هستند.

## نگارخانه

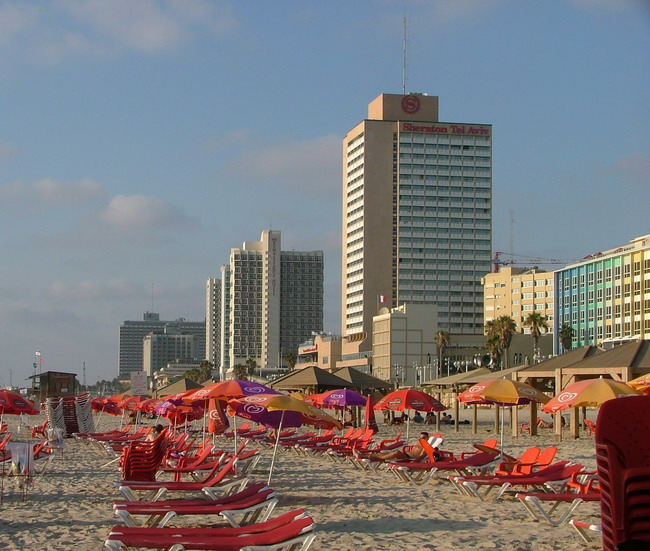
ساختمان هتل از ساحل
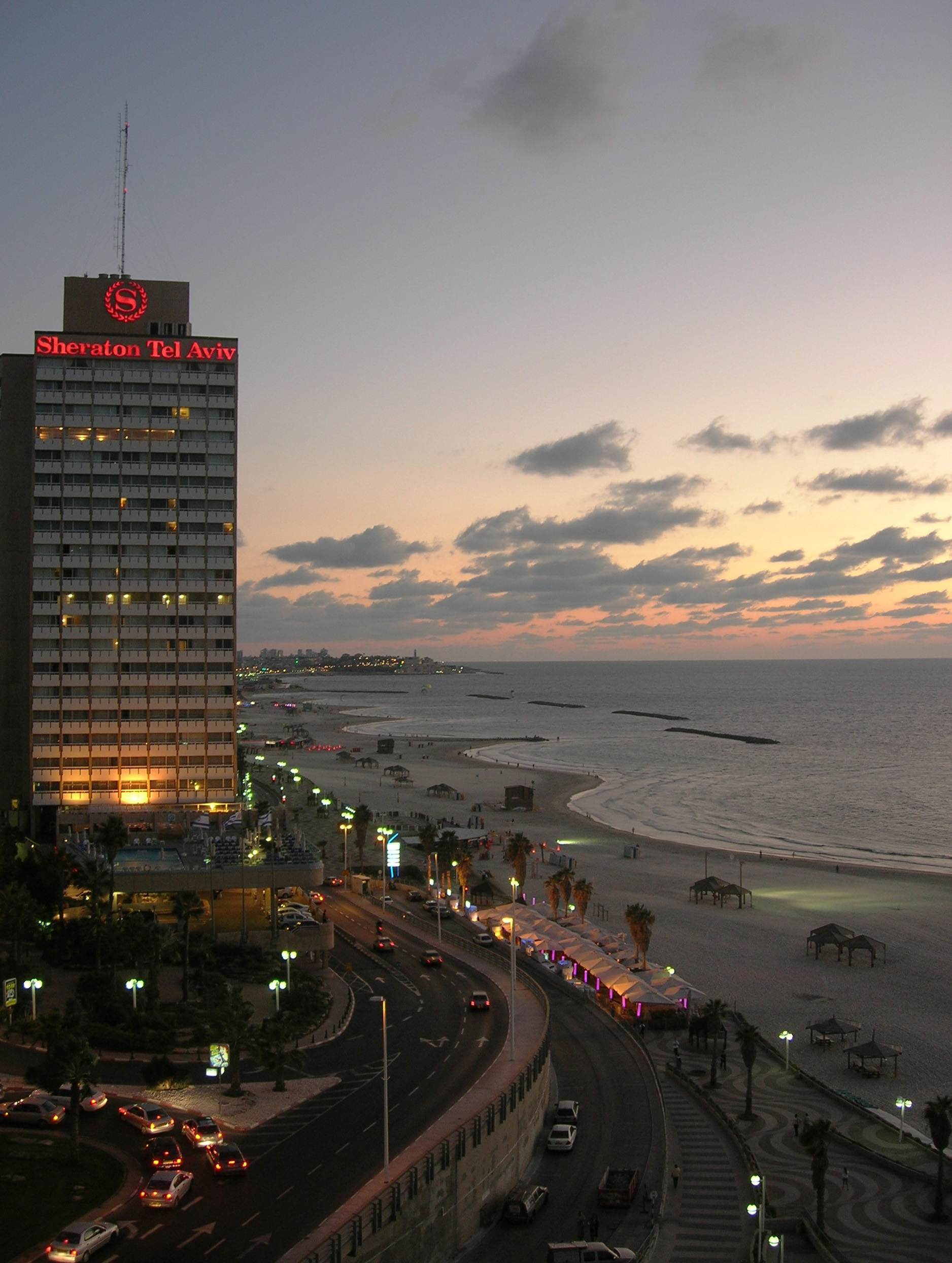
ساختمان هتل
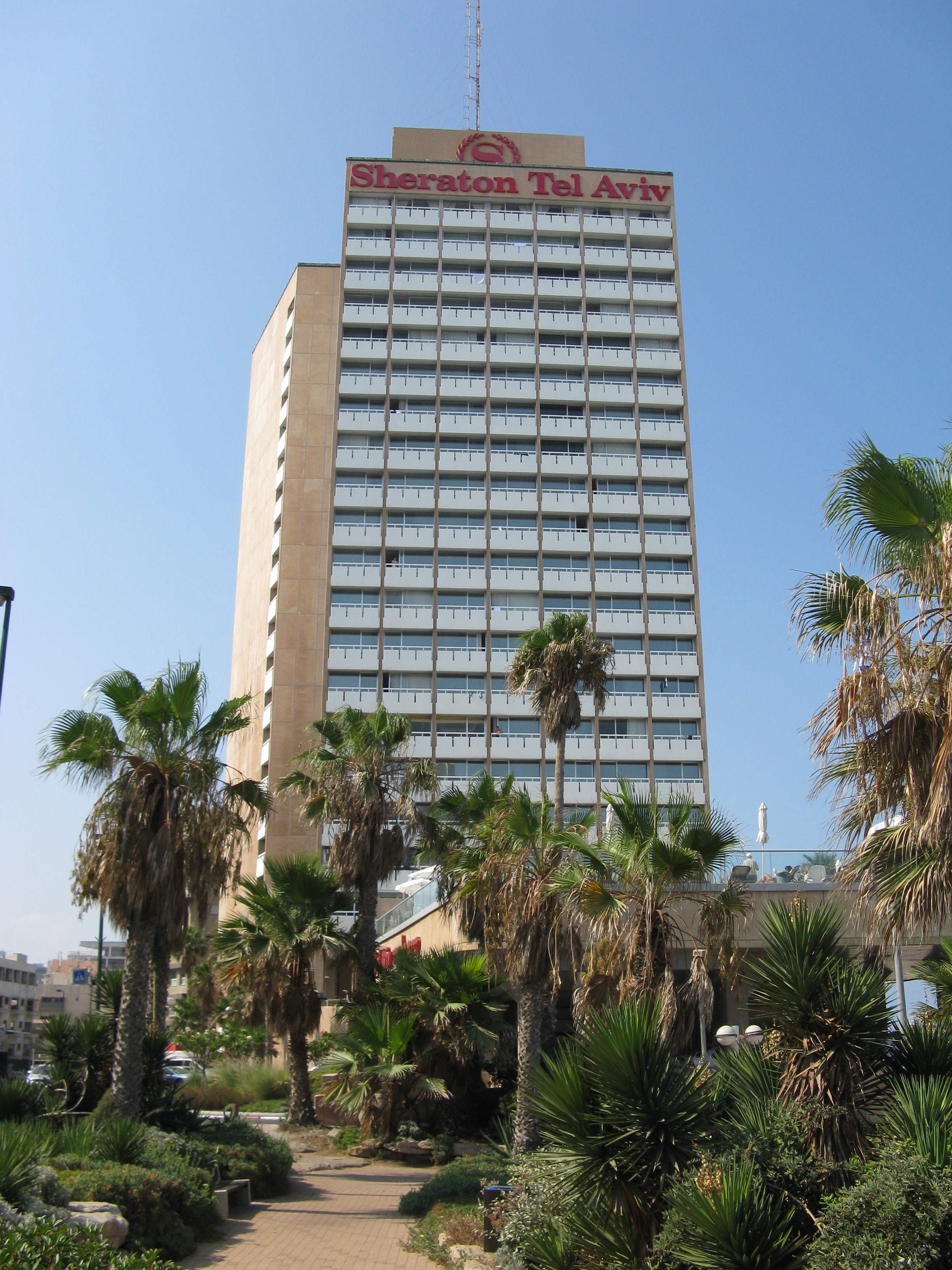
نمایی از ساختمان هتل